# رالف تشيس
رالف تشيس (بالإنجليزية: Ralph Chase)‏ هو لاعب كرة قدم أمريكية أمريكي، ولد في 19 ديسمبر 1902، وتوفي في 24 أكتوبر 1989.

## وصلات خارجية
- رالف شايس على موقع مرجع كرة القدم المحترفة.كوم (الإنجليزية)
- رالف شايس على موقع JustSportsStats.com (الإنجليزية)
- رالف شايس على موقع كلية كرة القدم في سبورتس رفرنس.كوم (الإنجليزية)